# Riu Aguarico
El riu Aguarico és un riu sud-americà d'aigües blanques que discorre per l'Equador i el Perú, un afluent del riu Napo, part al seu torn de la conca amazònica. Té una longitud de 390 km, dels quals els últims 50 km del seu curs baix formen la frontera natural entre Equador i el Perú (en el departament de Loreto).

## Geografia
El riu Aguarico és un riu que discorre gairebé íntegrament per la província de Sucumbíos, en el nord de l'Equador, i és el principal riu de la província. Neix en la serralada de Pimampiro, a l'oest de la província. Es dirigeix primer en direcció aquest, passant per la localitat de Santa Cecilia i molt prop de Nueva Loja, la capital provincial i la ciutat més poblada de la província (el 2009 tenia una població estimada de més de 26.000 habitants). És un centre molt important de l'extracció petroliera de l'Equador, sent coneguda com «La capital petroliera de l'Equador».
Segueix després per Teteve, Dureno, on comença a virar cap al sud-est, per tornar aviat cap a l'est. El riu serà a partir d'aquí el límit suroccidental de la Reserva de Producció Faunística Cuyabeno, una àrea protegida des de 1979 de 6,033.8 km². Passa per la Cooperativa Terres Orientals i Pugachi. El riu s'interna ara en la Reserva, que ja no abandonarà en la part equatoriana, i arriba fins a Remolino. En l'última part del seu curs el riu serà frontera, primer provincial, entre la província de Orellana, al sud, i Sucumbíos, al nord, un tram en el qual aconsegueix Zancudo i América Vargas. En l'última part, després de rebre per l'esquerra al ric Garza-Cocha, formarà la frontera equatorià-peruana, un tram en el qual arriba a Pichincha, Progreso, Castaña, Destacamento Cocaya i finalment desemboca en el riu Napo, a la mateixa frontera, una mica per sobre de la localitat de Pantoja.
Els seus majors afluents són els rius Chingual, Due, Cuyabeno i Lagarto-Cocha.

## Història
El 1541, Gonzalo Pizarro i Francisco de Orellana van construir un veler, el San Pedro, i van seguir els cursos dels rius Colca i Napo. Fins a la confluència d'aquest amb el riu Aguarico i el riu Curaray, on es van trobar mancats de provisions. Havien perdut 140 dels 220 espanyols i 3.000 dels 4.000 indis que componien l'expedició. Van acordar llavors (22 de febrer de 1542) que Orellana prosseguís en el vaixell a la recerca d'aliments riu avall. L'acompanyaven uns cinquanta homes. Incapaç de remuntar el riu, Orellana va esperar a Pizarro. Finalment va enviar tres homes amb un missatge i va començar la construcció d'un nou vaixell, el Victoria. Mentrestant, Pizarro havia tornat cap a Quito per una ruta més cap al nord, amb sol vuitanta homes, els que quedaven vius.
Orellana va seguir riu avall. Al cap de set mesos i un viatge de 4.800 quilòmetres, en els quals va navegar riu avall pel riu Napo, el Trinidad (riu Jurua?), el riu Negro (batejat per Orellana) i l'Amazones, va arribar a la seva desembocadura (26 d'agost de 1542), i des d'allí es va dirigir costejant a Nueva Cádiz a Cubagua (actual Veneçuela). La Victoria, que portava Orellana i Carvajal, va vorejar l'illa de Trinidad pel sud i va quedar encallada al golf de Paria durant set dies i va arribar finalment a Cubagua l'11 de setembre de 1542. La San Pedro va vorejar Trinidad pel nord i va arribar a Cubagua el 9 de setembre.
Durant l'època de la Gran Colòmbia, l'existència de l'Estat Sobirà del Cauca, el Territori del Caquetá, i la Intendència del Putumayo, el riu Aguarico era importqnt per ser la frontera entre Colòmbia i l'Equador, fins que es van definir els límits entre ambdues nacions pel Tractat Muñoz Vernaza-Suárez de 1916, on la frontera comuna van passar a ser els rius Putumayo i San Miguel.

## Tribus indígenes
En la part alta del riu Aguarico viu l'ètnia siona, que pertany a la família lingüística tukano occidental i la llengua oficial de la qual és el paicoca i l'espanyol. En l'actualitat són un grup d'aproximadament 172 persones reunides en 51 famílies. Les seves activitats econòmiques es basen principalment en la caça, la pesca i en algunes ocasions el turisme. Alguns dels problemes que la comunitat ha d'enfrontar actualment són la contaminació ambiental i la sobreexplotació de la fusta.